# Клото
Клото, также Клофо (др.-греч. Κλωθώ — «прядущая»; лат. Clotho либо Klotho), — младшая из трёх сестёр-мойр, богинь судьбы в древнегреческой мифологии. Клото прядёт нить жизни и является олицетворением неуклонного, спокойного течения судьбы (её сестра Лахесис отмеряет длину этой нити, а другая сестра, Атропос, эту нить перерезает). Платон описывал Клото как сидящую на высоком стуле в белых одеждах, с венком на голове, прядущую на веретене необходимости и поющую о настоящем.

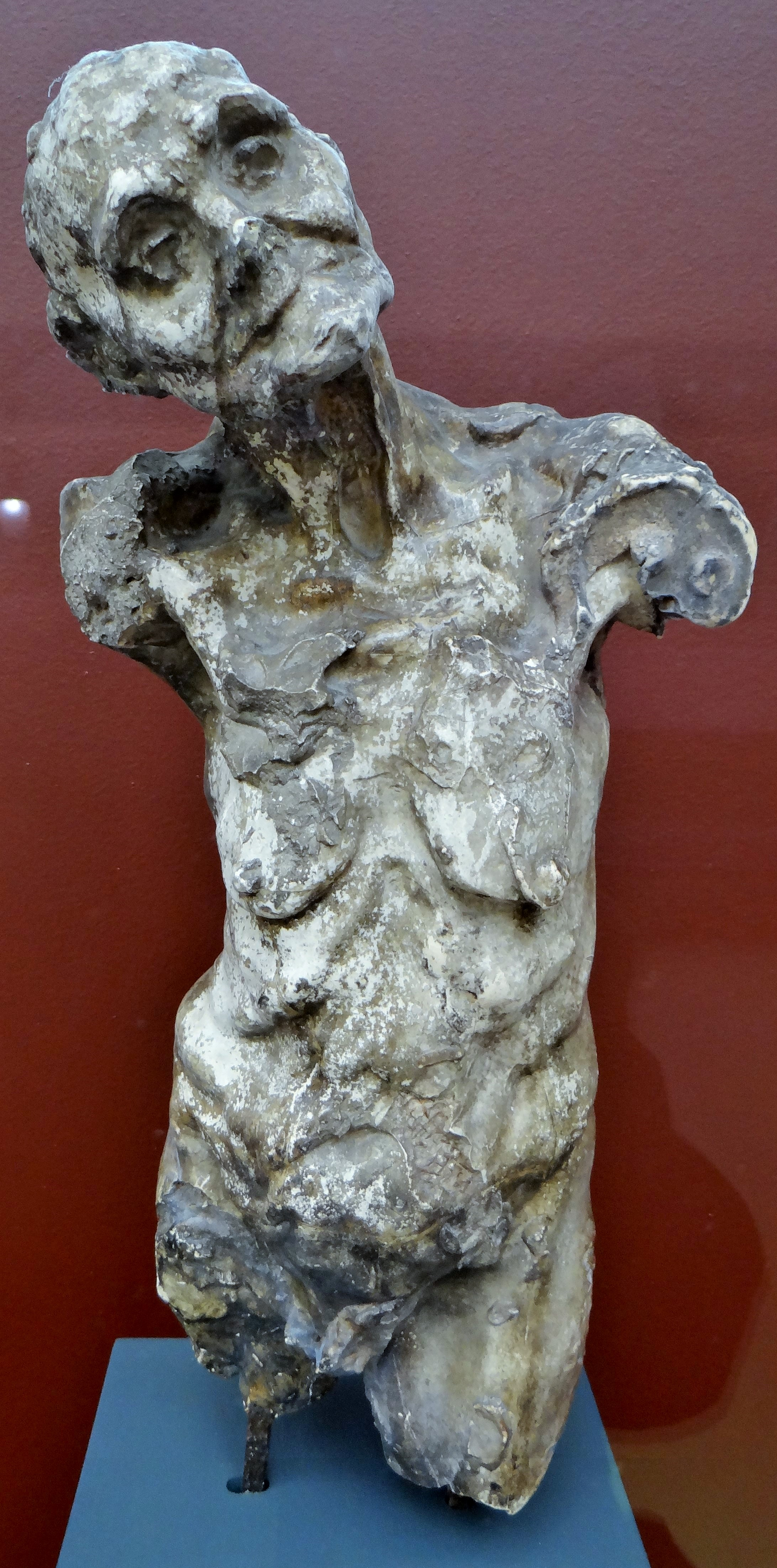
«Клото» (ок. 1893). Скульптура Камиллы Клодель

Клото, как и её сестры, по одним вариантам мифа (архаическим) — дочери богини Нюкты, персонификации ночной темноты (которая, помимо мойр, была матерью смерти, сна, богини возмездия Немезиды и богини раздора Эриды), по другим — дочери Зевса и Фемиды. По Платону, Клото и её сестры — дочери вращающей мировое веретено богини необходимости (неизбежности, судьбы) Ананке.
В римской мифологии мойрам соответствовали Парки, а богине Клото — богиня Нона (лат. Nona), которая пряла нить человеческой жизни.
Клото, как и её сестры, — частый персонаж различных произведений искусства. Художники обычно изображали Клото строгой девой, держащей в руке веретено, иногда изображали её и сестёр старухами.
В честь богини Клото назван астероид главного пояса (97) Клото (97 Klotho), открытый в 1868 году. Также в честь этой богини назван открытый в 1997 году трансмембранный белок «клото» (Klotho), регулирующий чувствительность организма к инсулину; он был так назван в связи с тем, что при его повышенной экспрессии продолжительность жизни увеличивается, а при пониженной — уменьшается.